# Zaglyptus indicus
Zaglyptus indicus är en stekelart som beskrevs av Gupta 1961. Zaglyptus indicus ingår i släktet Zaglyptus och familjen brokparasitsteklar. Utöver nominatformen finns också underarten Z. i. nigrithorax.